# ديفيد ديفيد
ديفيد ديفيد هو شخصية أعمال كندي، ولد في 14 أكتوبر 1764 في مونتريال في كندا، وتوفي في 30 نوفمبر 1824.